# 永荣镇
永荣镇，是中华人民共和国重庆市永川区下辖的一个乡镇级行政单位。

## 行政区划
永荣镇下辖以下地区：
永兴社区、韦家沟社区、东岳村、云谷村、子庄村和白云寺村。